# Xenosaga Episode III: Also sprach Zarathustra
Xenosaga Episode III: Also sprach Zarathustra (яп. ゼノサーガ エピソードIII ツァラトゥストラはかく語りき) — японська рольова гра для PlayStation 2, третя і остання гра в трилогії Xenosaga. Гра була розроблена компанією Monolith Soft і видана Namco 6 липня 2006 року в Японії і 29 серпня 2006 року в Північній Америці. Підзаголовок Also sprach Zarathustra відсилає до однойменної книги Фрідріха Ніцше.

## Ігровий процес
Episode III має подібний до попередніх частин ігровий процес. Від системи зон ураження в боях з Episode II розробники відмовилися. Очки дії більше не використовуються, натомість бої проходять просто покроково. У персонажів з'явилася можливість використання Посилення (англ. Boost), що дозволяє здійснювати посилені атаки. Ефірні навички тепер вивчаються з підвищенням рівня.
Бої на роботах ES були перероблені. Певні дії знімають встановлену кількість енергії. Коли персонаж атакує, заповнюється шкала Anima. Повна шкала дозволяє здійснювати потужні Аніма-атаки.
За перемоги гравець отримує очки досвіду і гроші. Гроші можна витрачати в поверненому універсальному магазині на купівлю нової зброї, броні і додаткових аксесуарів.
Xenosaga Episode III також включає в себе «Xeno-Біблію» — довідник з гри, який також містить інформацію про попередні епізоди, і міні-гру, в якій можна додатково розвинути персонажів.

## Сюжет
Епізод III починається через рік після фіналу попереднього епізоду. Джин Узукі з Джуніором розслідує діяльність культу Ормус, в той час як Шіон з КОС-МОС повернулися до роботи в Vector Industries. Тим часом напади прибульців «Гносис» стали відбуватися частіше і їх прозвали Гносис-тероризмом. Робота Джина відкриває для Шіон зв'язок між її батьком і організацією U-TIC, а також причетність Vector до Гносис-тероризму. Шіон подає у відставку та приєднується до підпільної організації Scientia, що протистоїть Vector Industries.
Заручившись допомогою свого помічника з Vector Міюкі Іцумі, Ханаана і члена Scientia Доктуса, Шіон проникає на секретний об'єкт Vector Industries і отримує інформацію, доступну тільки для членів високого рівня. Інформація містить дані про загадковий Проєкт Ханаан.
Доти Vector передали проєкт КОС-МОС Галактичній Федерації. Аллен вирушає разом з КОС-МОС в столицю Федерації, П'ятий Єрусалим. Через шість місяців після того як Шіон подала у відставку, Аллен запрошує її до себе на П'ятий Єрусалим. КОС-МОС має в публічній демонстрації зійтися в бою з новою реліанкою — T-elos, що пілотує робота Омега Res Novae, створеного на основі Прото Омеги. КОС-МОС провально програє, що стає підставою для офіційного закриття проєкту КОС-МОС.
В цей момент в космосі виникає величезний астероїд. Джуніор разом з МОМО та іншими на кораблях «Elsa» і «Durandal» вирушає на розвідку. На місці вони зазнають нападу з боку Маргуліса. Корабель здійснює аварійну посадку на астероїд, який Маргуліс називає Ренн-ле-Шато. З астероїда поширюється хвиля, від якої Джуніор тікає на кораблі «Durandal», але «Elsa» залишається всередині. Дослідження встановлює, що дістати корабель зможе тільки КОС-МОС. Шіон з друзями пробирається на звалище, звідки забирає реліанку.
За допомогою КОС-МОС, вони потрапляють на Ренн-ле-Шато, але їм на заваді стає лейтенант Луїс Вергілій, який нібито був убитий КОС-МОС в Епізоді I. Після битви з ним прибуває T-elos та ламає КОС-МОС. Раптом підвіска Шіон починає випромінювати світло, що поглинає весь астероїд.
Коли партія отямлюється, знаходить себе на Старій Мілітії 15 років тому, за день до катастрофи на ній. Під час пошуків свого корабля вони рятують солдата Федерації від солдатів U-TIC, який виявляється молодим Вергілієм. Вони приводять його до старої церкви, де його лікує Фебронія, і знаходять юну Шіон. Коли вони знаходять «Elsa» з КОС-МОС, виявляється, що та сильно пошкоджена. Крім того, зникли елементи Аніма, потрібні для живлення ES-роботів. Шіон з Алленом проникає в Лабіринтос, де знаходить свого батька, Сьо Узукі, і матір, Aoi Узукі. Також вона відшукує Кевіна Віннікота, свого загиблого коханця і початкового творця КОС-МОС. Вона дістають все потрібне для ремонту КОС-МОС і відновлюють її. В цей момент її намагається викрасти Вояджер, але КОС-МОС прокидається і разом з Шіон відбиває напад.
В спробі змінити історію і запобігти конфлікту на планеті, команда повертається в Лібіринтос. Вони повертають елементи Аніма, та Аоі потрапляє на допит до Маргуліса, Кевіна і Сьо. Коли до Старої Мілітії прибуває флот Федерації, Сьо посилає Шіон (не знаючи хто вона), на пошуки її молодшої версії в церкві. Коли команда досягає церкви, її атакують божевільні реліани, Фебронія гине, а Вергілій допомагає відбиватися.
Молодша Шіон тікає в Лабіринтос шукати своїх батьків. Коли партія приходить туди ж, божевільні реліани вже захопили центр. У спробі врятувати молодшу Шіон, її батьки гинуть. Молодша Шіон закликає «Гносис» прибути на Стару Мілітію та покласти край вбивствам. Вражена тим, що саме вона винна в появі «Гносису», старша Шіон раптом починає світитися. В космосі при цьому виникає Ковчег Авеля. Кевін пояснює, що Шіон, як і її мати, має можливість спілкуватися з сутністю U-DO, але через травму від смерті батьків, забула ці події. Шіон думає залишитися з Кевіном, але партія відмовляє її і вони разом на «Elza» повертаються в свій час.
Тим часом, Дмитро Юр'єв, який взяв контроль над тілом Гайнана Кукаї, спрямовує станцію Меркаба і флот Федерації на Ковчег Авеля. Щоб зупинити його, команда проникає на Меркабу та опиняється в бою між «Гносисом», Федерацією, а також організацією Ормус на чолі з Маргулісом.
Команда дізнається, що Юр'єву потрібно об'єднати емулятори Зохара з ковчегом Авеля. Сили Федерації проникають на «Durandal», де міститься один з Емуляторів, але артефакт запечатують. Коли команда повертається на судно, Юр'єв розпечатує Емулятор і спрямовує його в Ковчег Авеля. Партія мусить тікати. Маргуліс паралельно обговорює з підлеглими призначення Ковчега Авеля. Разом з пристроєм Заратустра з його допомогою можна буде відшукати Загублений Єрусалим — Землю.
Джуніор очолює команду, з якою потрапляє на Ковчег та перемагає Юр'єва і знаходить на об'єкті хлопчика Авеля — фізичне втілення U-DO. «Elsa» відлітає, в останню мить з'являється Альбедо, вилучає Зохар з Ковчега Авеля та зникає, наостанок сказавши шукати Зохар на планеті Міхтам. Ковчег при цьому трансформується.
В головному соборі Міхтама на партію нападає Вояджер. Прибулий розповідає як був створений Вільгельмом шукати підходящих людей, які після фізичної смерті стануть Заповітами — його наближеними для спеціальних завдань, в чому і полягає проєкт Ханаан. Ханаан, відчуваючи жагу Вояджера до сили, обдурює його, приєднуючи Вояджера до Компаса Порядку Вільгельма. Той, не витримуючи сили артефакту, розпадається разом з Ханааном.
Команда стикається з T-elos знову. Та каже, що є відновленим тілом Марії Магдалини, носія сили Анімус, але воля Магдалини знаходиться в КОС-МОС, тому T-elos повинна знищити КОС-МОС та заволодіти волею. Проте цього разу КОС-МОС перемагає T-elos та возз'єднує тіло та волю Магдалини, пробуджуючи в собі Анімус.
Команда та Вільгельм дістаються до Заратустри. Вільгельм показує, що Заратустра є творінням людей минулого, які з допомогою цього пристрою планували наблизитися до Бога, який і є Хвильовою сутністю U-DO (Unus-Mundus Drive Operation), а Зохар — її творінням. Проте Вільгельм стверджує, що U-DO створив Всесвіт скінченним у часі, а силою Аніма, Анімус, а також Зохару і системи Заратустра, можна «перезапустити» Всесвіт заново, і цим здійснити «Вічне Повернення». Вільгельм вже проводив це багато разів так, на його думку, підтримуючи існування всього сущого. Одним з побічних ефектів експериментів із Зохаром стало зникнення Землі, яке змусило людей розселятися Всесвітом. «Гносис» же є не чим іншим як результатом взаємодії колективного несвідомого людства з силою Аніма. Оскільки деякі люди володіють цією силою більшою мірою, вони невразливі для «Гносису» чи змушують їх повністю переходити в той же вимір, що й люди.
Вільгельм мучить Шіон, щоб та застосувала свою силу для використання Анімуса КОС-МОС/Марії і активації Заратустри. Проте всі відмовляються виконувати його план. Кевін (як Червоний Заповіт) нападає на Вільгельма, після чого Вільгельм говорить, що Всесвіт тепер приречений на загибель, забирає із собою Кевіна та зникає. Заратустра виходить з-під контролю, викликаючи зсув вимірів, який загрожує розповсюдитися на весь всесвіт. Через зсув довкола проявляються величезні скупчення «Гносису». КОС-МОС/Марія розпечатує силу Хаоса, котрий виявляється втіленням Аніми в людській подобі, яке вже існувало раніше на Загубленому Єрусалимі як Йешуа. На підтримку приходять Авель, а з Зохара виникає дівчинка Нефілім, що об'єдналася з артефактом під час зникнення Землі. Джин, захищаючи їх, гине. Зсув вимірів руйнує мережу U.M.N., але Хаос залишає її частину, щоб решта героїв на «Elsa» відлетіли на безпечну відстань. Його стараннями корабель переноситься до бази Vector, а Зохар повертається на Загублений Єрусалим (Землю), де колись був знайдений, і тим самим повертає планету в звичайний вимір.
В кінці Джуніор, Шіон і Аллен вирушає шукати Загублений Єрусалим. Заключна сцена показує пошкоджену КОС-МОС, яка дрейфує над Землею.

## Оцінки
| Агрегатор    | Оцінка    |
| ------------ | --------- |
| GameRankings | 82,67 %   |
| Metacritic   | 81 of 100 |

| Видання                            | Оцінка      |
| ---------------------------------- | ----------- |
| 1Up.com                            | B+          |
| Game Informer                      | 8.5 of 10   |
| GamePro                            | [ 3 ] [ 6 ] |
| GameSpot                           | 8.0 of 10   |
| GameSpy                            | [ 8 ]       |
| GameTrailers                       | 8.2 of 10   |
| IGN                                | 8.0 of 10   |
| Official U.S. PlayStation Magazine | 9 of 10     |
| PlayStation: The Official Magazine | 8 of 10     |

Епізод III отримала загалом схвальні відгуки, і більшість оглядачів відзначали, що гра вдосконалена, порівняно з Епізодом II, який багато хто вважав розчаруванням. Зокрема, чимало оглядачів похвалили бойову систему, хоча й типову для JRPG, проте яка стала кроком вперед у порівнянні з використовуваною в Епізоді II. Озвучка також отримала схвалення завдяки поверненню декількох популярних акторів.
IGN в своїй рецензії сказали: «Це була одна з найбільш захопливих RPG останнього покоління [консолей], франшиза Xenosaga від Namco і сильний, що несподівано, фінал Xenosaga Episode III, безумовно, доводять це. У той час як остання частина не може бути на тому ж рівні, як і інша класика PS2, як Final Fantasy X або Dragon Quest VIII, вона розказує чудову історію, а в поєднанні з двома попередніми іграми, постає окремим, потужним зразком наукової фантастики. Звичайно, вона не повинна мати видатної бойової системи, або бути найбільш технічно блискучою, але зрештою їй вдається тримати вас на стільці складною тематикою, і дорослим сюжетом — а це не так просто здійснити».
За даними Bandai-Namco's 2006 року, Episode III продалася в кількості 343 000 копій в Японії, Північній Америці та Азії.